# Horní Pěna
Horní Pěna är en ort i Tjeckien.   Den ligger i regionen Södra Böhmen, i den centrala delen av landet, 120 km söder om huvudstaden Prag. Horní Pěna ligger 496 meter över havet och antalet invånare är 476.
Terrängen runt Horní Pěna är lite kuperad. Runt Horní Pěna är det glesbefolkat, med 14 invånare per kvadratkilometer. Närmaste större samhälle är Jindřichův Hradec, 5,2 km nordväst om Horní Pěna. I omgivningarna runt Horní Pěna växer i huvudsak blandskog.